# アビアンカ航空52便墜落事故
アビアンカ航空52便墜落事故（アビアンカこうくう52びんついらくじこ）は、アメリカの東部標準時 (EST) 1990年1月25日21時34分ごろ、アビアンカ航空のボーイング707型旅客機が燃料切れを起こし墜落した航空事故である。

## 概要
機体番号HK-2016
飛行サイクル：約61,000時間
機体年齢：22年

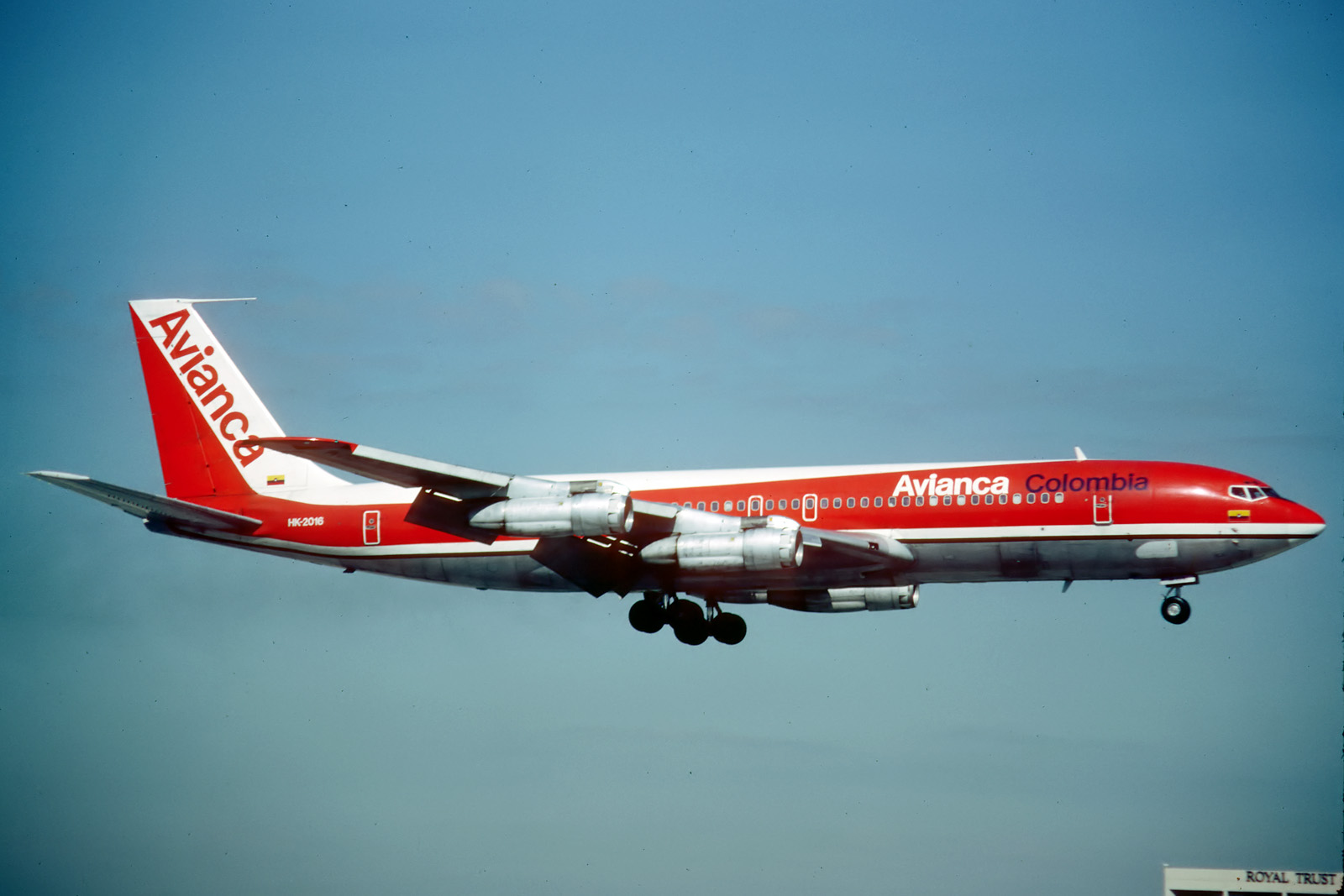
1983年11月に撮影された事故機

機体は1967年に製造され、1977年にパンアメリカン航空から移籍した。
乗員：9名
- 機長：ローレアノ・カヴィエーデス（51歳）操縦担当[1]総飛行時間16,000時間、入社27年目、内ボーイング707での飛行時間は約1,500時間で有り、同機種での478時間の夜行飛行では一度も問題を起こさなかった。
- 副操縦士：マリシオ・クロッツ（28歳）無線担当[2]総飛行時間1,837時間、入社3年目
- 航空機関士：マティアス・モヤノ（45歳）[3]総飛行時間10,000時間以上、入社23年目
- 客室乗務員：6名

乗客：149名

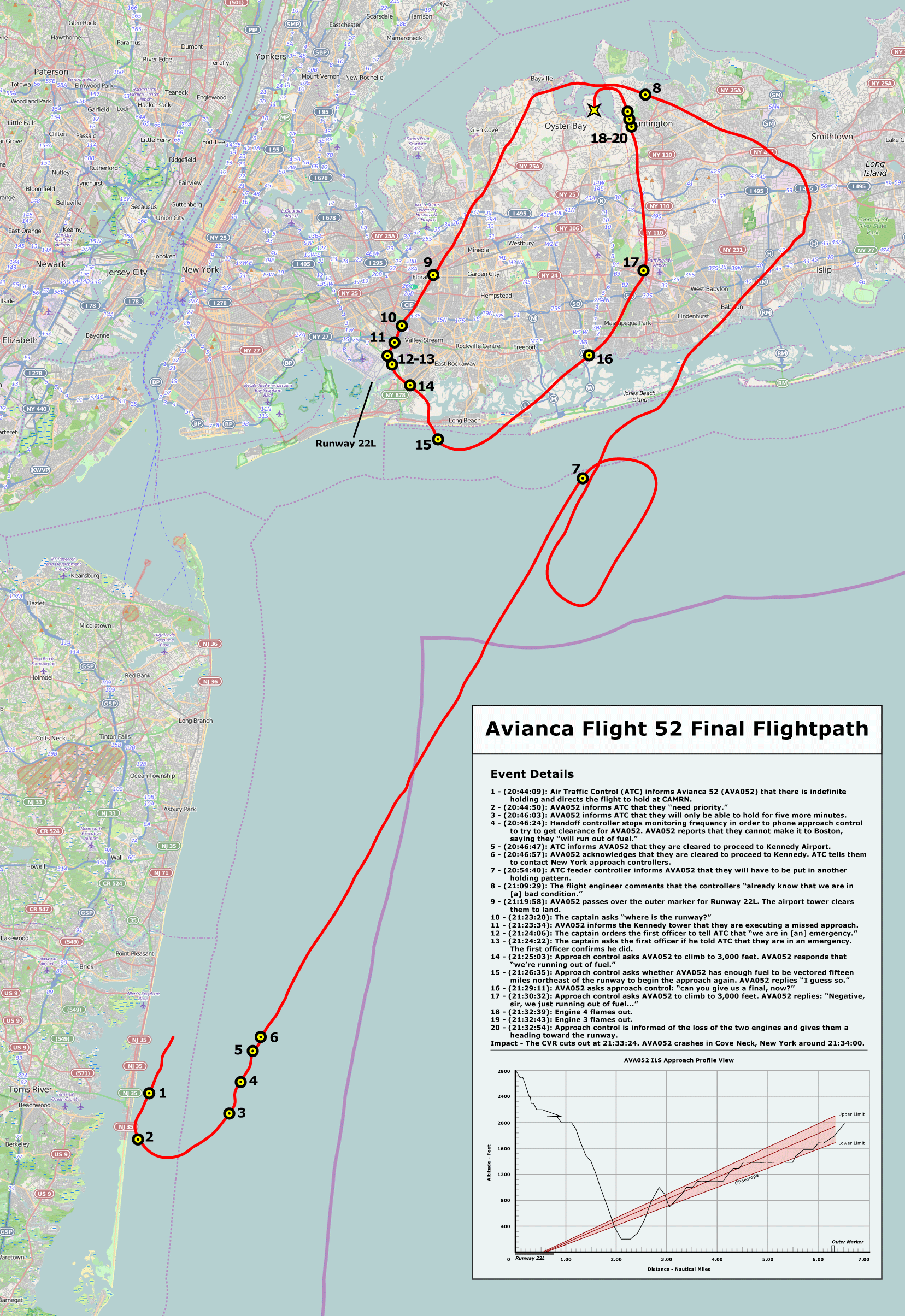
飛行経路

52便の座席表
黒塗りになっているのは犠牲者が、濃い網掛けになっているのは重傷者が各々着席していた

この日、アビアンカ航空52便は、ニューヨークのジョン・F・ケネディ国際空港 (JFK) に向けてメデジンのホセ・マリア・コルドバ国際空港を離陸した。なお、ホセ・マリア・コルドバ空港は52便の途中経由地であり、最初の出発地は首都ボゴタのエルドラド国際空港であった。
アメリカ領域に進入後、悪天候による空港混雑のためノーフォーク（バージニア州）付近で19分、アトランティックシティー（ニュージャージー州）上空で29分、そして目的地である JFK 上空でも30分近くにわたる上空待機を指示された。当日、JFK 周辺の天候は暴風雨で52便の他にもかなりの数の待機機があった。この時、CVRによると運航乗務員たちは待機に対して文句は言っていなかった。
JFK 上空において、52便は航空管制 (ATC) からすでに2度の EFC（Expected Further Clearance time、追加管制承認予定時刻）の通知を受けて（1回目は20時30分、2回目は20時39分）ずっと待機状態を続けていたが、3度目の EFC は21時10分と告げられた。これに対して52便の副操縦士は、「燃料が残り少ないため着陸を優先して欲しい」と返答した。ATC は直ちに対応したが、この時点で「緊急事態」の意識はなく、単に着陸の順番を繰り上げただけだった。
52便は通常手順でアプローチを行ったが、滑走路端から数キロメートル、高度およそ500フィートでウインドシアに遭遇し、降下率が増大しグライドスロープから逸脱、高度は100フィート程度まで下がり対地接近警報装置が動作した。燃料が残り少ないことは承知していながらも、機長は着陸復行することにした。

墜落時の様子

再度着陸進入のため旋回中、燃料がなくなり第3、第4エンジンが停止した。そのあとに第1、第2エンジンが停止した。エンジンがすべて停止し高度を維持できなくなり、52便は JFK から約24キロメートル離れたロングアイランドのコーブネックに森林をなぎ倒しながら墜落した。

## 被害

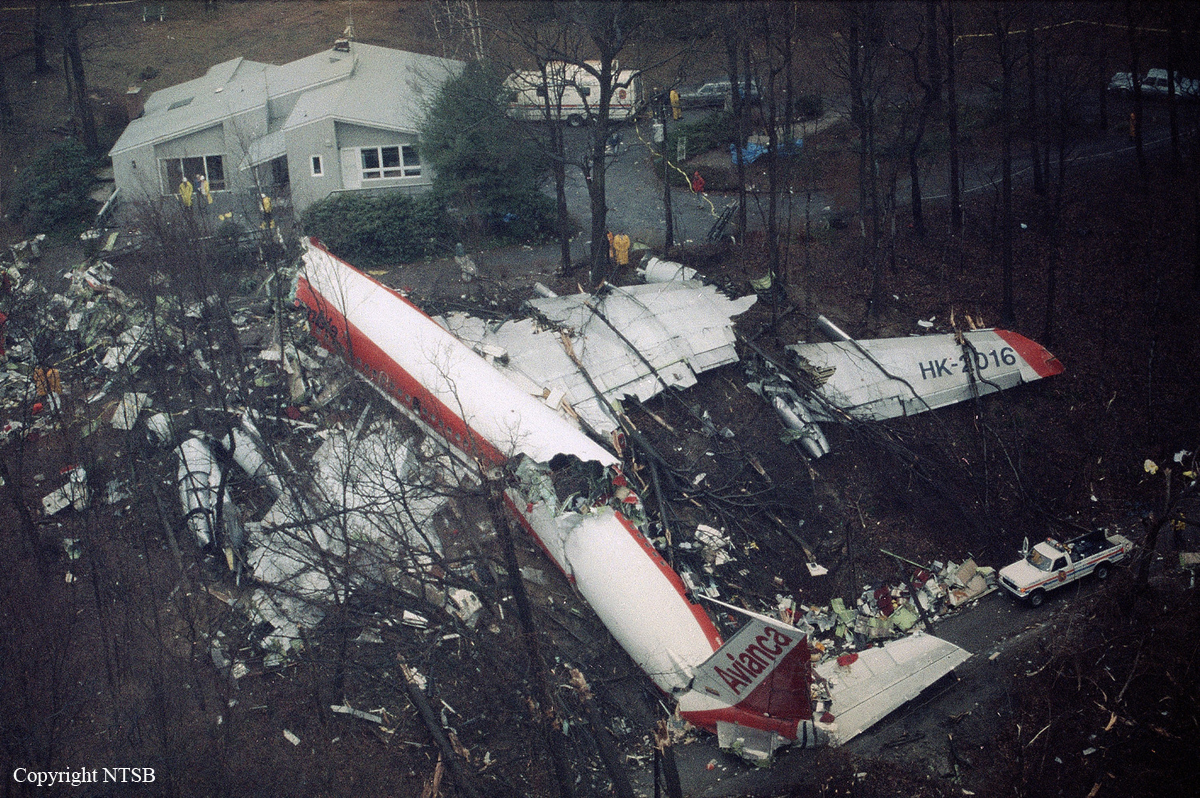
事故機の残骸

墜落の瞬間機体は、前部、中央部、尾部に分裂したが、燃料がほとんどなかったため火災は発生せず、生存者が多かった。乗員乗客158人中、生存者（負傷者）85人、死亡者は73人だった。死亡者の中には大破した操縦室の中で死亡したコックピットクルー（機長、副操縦士、航空機関士）3名も含まれる。

## 事故原因

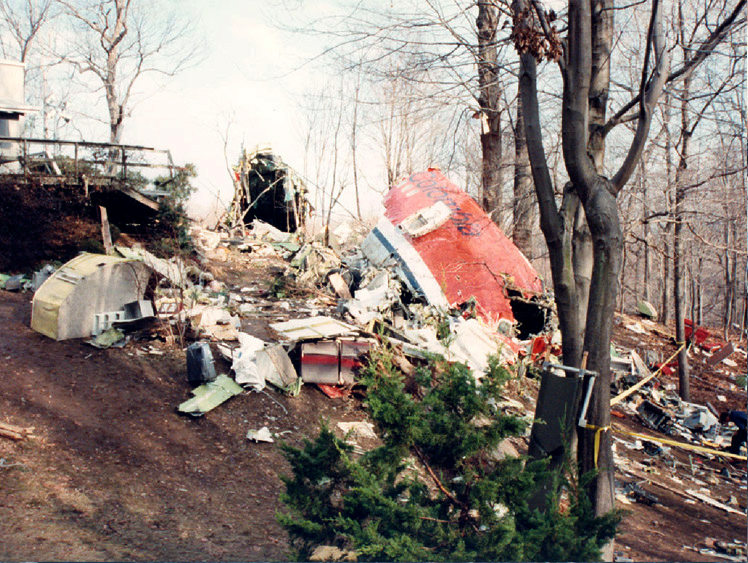
機体前方部の残骸

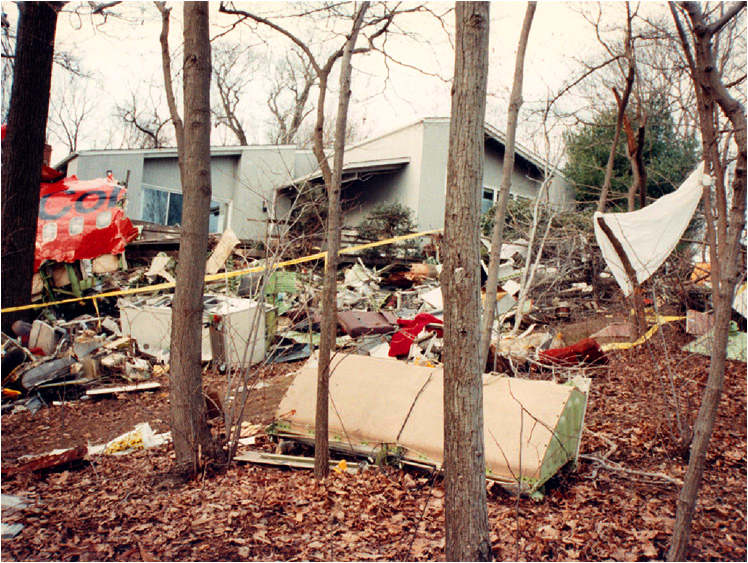
散らばった事故機の残骸

墜落の直接原因は、待機飛行が予想以上に長引いたために搭載した主燃料、予備燃料ともにすべて使い切り、エンジンが停止し墜落したことである。
NTSB の事故報告書では、この事故の主たる原因は運航乗務員の残燃料量の管理に落ち度があったこと、および ATC に対して自機が緊急事態であることを正しく伝えるためのコミュニケーション能力に問題があったことなどを挙げた。また、悪天候下の海外高密度空港に着陸する際のアビアンカ航空の運航管理システムによる支援をクルーが利用しなかったことや、FAA においても残燃料の状態に関して用語が標準化されていなかったことなどにも間接的な原因があるとした。さらに、ウインドシアやクルーの疲労、ストレス等が1回目の着陸の失敗に影響する要因になったとも述べた。

### コミュニケーションの問題
コックピットから ATC に対して自機の着陸を優先してほしい旨伝えた際に、残りの燃料に関する遣り取りがあり、ATC の「どれほどの燃料が残っているのか？（フライトプラン上の）代替着陸地はどこか？」との問い合わせに対して、52便の副操縦士は「あとおよそ5分間待機できるが、それができることのすべてだ」、「代替着陸地はボストンだ。だが、もはやそこまでたどり着く燃料はない」と答えている。
副操縦士は上記の無線通信により自機が「緊急事態」であることを伝えたと考えた。だが、ATC は「緊急事態」とはとらえていなかった。事実、その後の ATC による指示は、着陸の順番を繰り上げただけであって、緊急着陸の手順ではなかった。このことはコックピットクルーにも十分に理解できることであったのに、そのまま指示に従って着陸しようとした。
また、ATC との無線通信はCVR に記録されている限りすべて副操縦士ひとりが行っており、「緊急 (emergency)」という用語は最後まで一度も使われなかった。このようなミスをした理由として、スペイン語「優先 (prioridad)」には英語の「緊急 (emergency)」という意味合いも含まれるため、直訳の英語「優先 (priority)」で伝えたことによる意思疎通不足が原因と、この事故を取り上げたテレビ番組『メーデー!2:航空機事故の真実と真相』で語られている。

## 映像化
- メーデー!:航空機事故の真実と真相 第2シーズン第6話「DEADLY DELAY」